# Laser Radial
Il Laser Radial è una barca a vela da regata, la classe velica relativa fa parte del programma dei Giochi olimpici, a Pechino 2008, ed è stata riconfermata anche per i Giochi olimpici di Londra 2012.

## Descrizione
Monotipo (one design) a deriva mobile il cui scafo è identico al Laser standard e 4.7, mentre ciò che varia sono la parte inferiore dell'albero e le dimensioni della vela (15 % di superficie in meno - 5,7 m²).
È una deriva singola ed è fornita di un albero infilato in una scassa a forma di bicchiere ricavato all'interno della coperta. L'armo è di una sola vela, la randa. Le altre regolazioni sono, la deriva a baionetta, la scotta della randa, il Cunningham, il Vang, la base randa e l'archetto a poppa dove è fissato il punto di scotta.

## Giochi olimpici
Le competizioni olimpiche in questa classe si sono svolte:
- Pechino 2008 (femminile)
- Londra 2012 (femminile)
- Rio de Janeiro 2016 (femminile)